# Примкнуть штыки!
«Примкнуть штыки!» (англ. Fixed Bayonets!) — американский военный кинофильм 1951 года с Ричардом Бэйсхартом в главной роли. Вторая лента режиссёра Сэмюэла Фуллера, посвященная Корейской войне.
Фильм стал дебютом в кино актёра Джеймса Дина, исполнившего не указанную в титрах эпизодическую роль.

## Сюжет
События фильма разворачиваются в первую зиму Корейской войны, во время китайского вторжения. В центре повествования находится взвод 18-го пехотного полка армии США, оставленный в арьергарде для прикрытия основных сил американцев и обороны стратегически важной точки. Командиров отряда убивают одного за другим. Таким образом, на плечи главного героя, капрала Денно, ложится тяжёлая задача — взять на себя командование, причём самому капралу отвратительно чувство ответственности за жизни других людей.

## В ролях
| Актер           | Роль              |
| --------------- | ----------------- |
| Ричард Бейсхарт | капрал Денно      |
| Джин Эванс      | сержант Рок       |
| Майкл О’Ши      | сержант Лонерган  |
| Ричард Хилтон   | медик Джон Уилер  |
| Скип Хомейер    | Уайти             |
| Джеймс Дин      | солдат-новобранец |
| Пол Берк        | солдат-новобранец |
| Джо Тёркел      | солдат            |

## История создания
«Примкнуть штыки!» — это первый из семи фильмов, снятых Сэмюэлом Фуллером для студии 20th Century Fox. Представители Fox были впечатлены работой Фуллера над фильмом «Стальной шлем» и хотели видеть продолжение в контексте Корейской войны. Также в «Стальном шлеме» снимался Джин Эванс, который в этой картине получил роль сержанта Рока.
Техническим советником фильма был отставной полковник армии США Рэймонд Харви, награждённый Медалью Почёта.
Дэррил Ф. Занук считал, что идея сюжета «Примкнуть штыки!» (солдат неохотно взял на себя командование отрядом) является реминисценцией фильма «Бессмертный сержант», который также сняла студия Fox.

## Сборы
Кассовые сборы фильма составили почти полтора миллиона долларов.